# Ixodes moscharius
Ixodes moscharius är en fästingart som beskrevs av Teng 1982. Ixodes moscharius ingår i släktet Ixodes och familjen hårda fästingar. Inga underarter finns listade i Catalogue of Life.